# Nieuwe Oogst

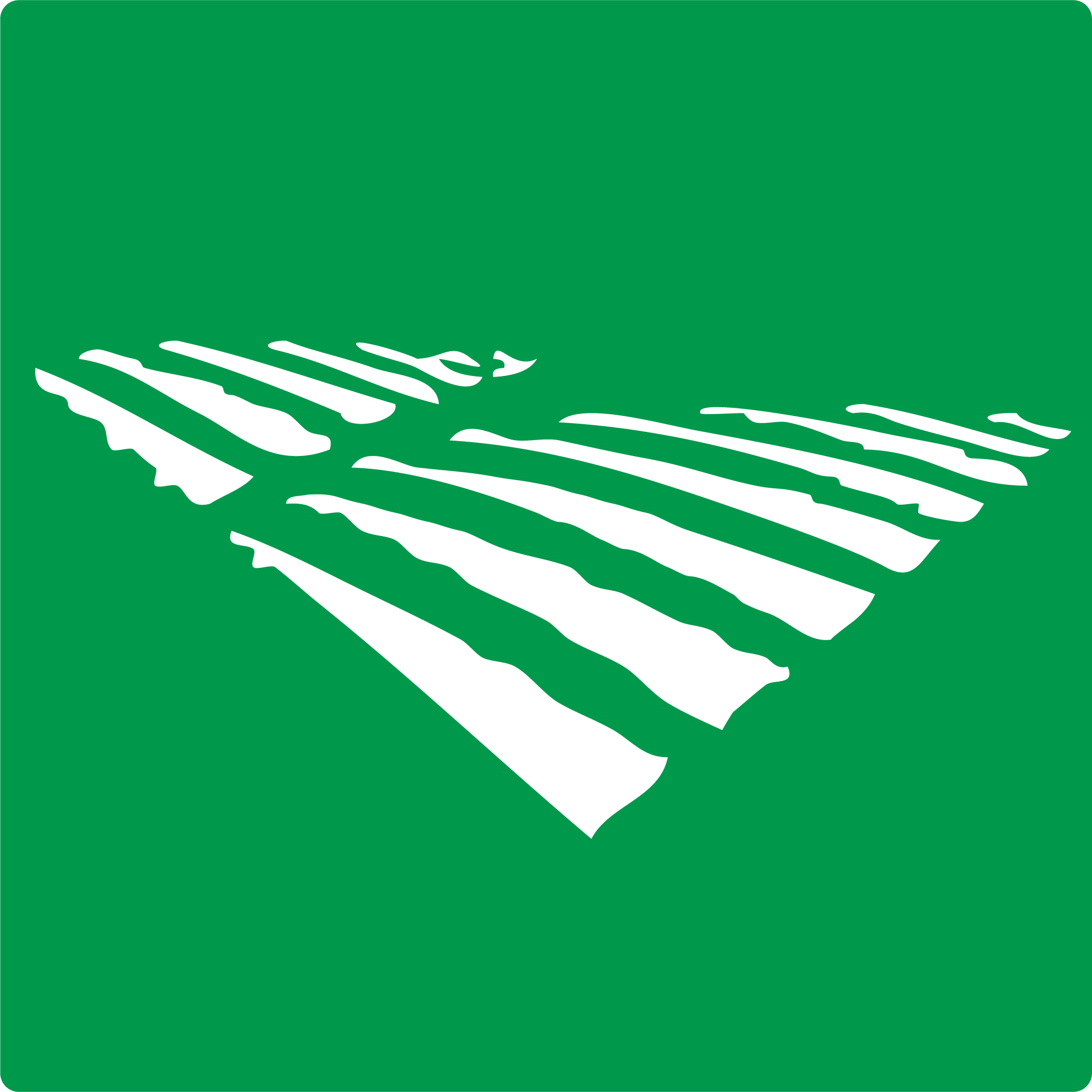

Nieuwe Oogst is een Nederlands weekblad voor boeren en tuinders. De wekelijkse krant op  tabloidformaat en de website Nieuweoogst.nl en de digitale nieuwsbrief zijn een uitgave van AgriPers bv in opdracht van de drie in LTO Nederland verenigde regionale land- en tuinbouworganisaties ZLTO, LTO Noord en de LLTB. 
De oplage van Nieuwe Oogst bedraagt circa 35.000 exemplaren, en het is daarmee de grootste uitgave binnen de land- en tuinbouw. Alle leden van de drie organisaties aangevuld met een selectie van ketenpartijen en andere stakeholders ontvangen elke week Nieuwe Oogst, die een mix brengt van nieuws, vaktechniek en verenigingsnieuws.
Nieuwe Oogst verscheen voor het eerst op 13 mei 2005, als bundeling van een groter aantal aan de land- en tuinbouworganisaties verwante titels als Oogst, Het Landbouwblad, Zuidland en Boer en Tuinder. 
Het blad verschijnt sinds 2014 in drie edities: Noord, Midden en Zuid. Sinds 2008 verzorgt de redactie ook de agrarische nieuwssite Nieuweoogst.nl.
De redactie telt in totaal ruim 25 medewerkers, geconcentreerd in Zwolle. Verder zijn er kleinere redacties in  's-Hertogenbosch, Roermond, Haarlem en Drachten.